# Tianhe-2

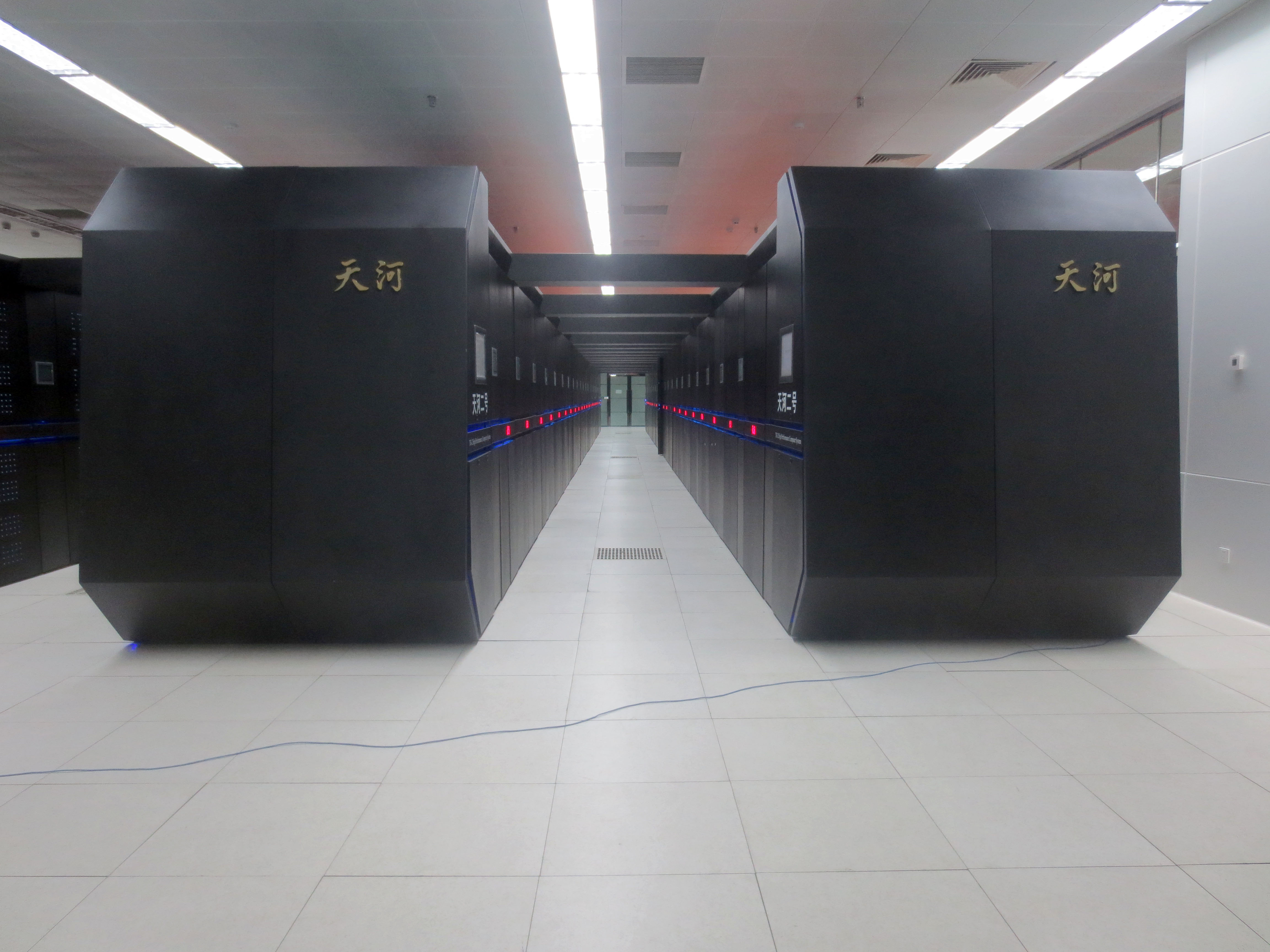

Il Tianhe-2 o TH-2 è un supercomputer con capacità di calcolo di circa 34 petaFLOPS; si trova nel National Supercomputer Center di Canton ed è stato sviluppato da un team di 1300 scienziati e ingegneri.
È stato il supercomputer più veloce del mondo secondo le TOP500 (le liste dei 500 supercomputer più potenti al mondo) nel giugno 2013, novembre 2013, giugno 2014 novembre 2014, giugno 2015 e novembre 2015. Il record è stato superato nel giugno 2016 dal Sunway TaihuLight. Nel 2015. I piani della Università Nazionale Sun Yat-sen, in collaborazione con il distretto di Guangzhou e l'amministrazione comunale, di raddoppiare la sua capacità di calcolo sono stati fermati da un rifiuto governo degli Stati Uniti della domanda di Intel per una licenza di esportazione per le schede CPU e coprocessore.
In risposta alla sanzione degli Stati Uniti, la Cina ha introdotto il Sunway TaihuLight supercomputer nel 2016, che supera notevolmente il Tianhe-2, e è stato il supercomputer più veloce del mondo, salvo venire poi battuto da Summit di IBM.